# Топкая (деревня)
Топкая — деревня в Сосновском районе Тамбовской области России. Входит в состав Ламского сельсовета.

## География
Топкая расположено в пределах Окско-Донской равнины, в северо-западной части района, на реках Вершина Меховая и Ярославка.
Климат
Топкая находится, как и весь район, в умеренном климатическом поясе, и входит в состав континентальной климатической области Восточно-Европейской равнины. В среднем в год выпадает от 350 до 450 мм осадков. Весной, летом и осенью преобладают западные и южные ветра, зимой — северные и северо-восточные. Средняя скорость ветра 4-5 м/с.

## История
Согласно Закону Тамбовской области от 17 сентября 2004 года № 232-З деревня включена в состав образованного муниципального образования Ламский сельсовет.

## Население
| 2010 | 2013 |
| ---- | ---- |
| 12   | ↗15  |

## Инфраструктура
Личное подсобное хозяйство.

## Транспорт
К югу от деревни проходит автодорога межмуниципального значения 68Н-049.